# Vernon (DJ)
Vernon Jerome Price ist ein US-amerikanischer DJ. Mit seinen Veröffentlichungen prägte er in den 1990er-Jahren nachhaltig den Stil des Frankfurter Trance-Labels Eye Q Records.

## Hintergrund
Sein kommerziell erfolgreichstes Stück ist Vernon’s Wonderland, das er zusammen mit den Produzenten Stevie B-Zet und A.C. Boutsen produzierte. Der Track war 1993 die zweite Veröffentlichung, die auf Eye Q Records erschien, und galt schon kurz nach der Veröffentlichung als Trance-Klassiker. Nach der Wiederveröffentlichung 1996 mit Remixen von Sven Väth, Carl Cox und The Creative schaffte die CD sogar den Sprung in die britischen Charts.

## Diskografie

### Alben
- 1993: Without Resolution: No Peace

### Singles
- 1992: Vernon’s Wonderland
- 1992: Wrapped Around Your Finger
- 1993: Sooner Or Later
- 1993: What Will We Do Now
- 1993: Wonderer